# Avenue de la Porte-de-Vitry
L'avenue de la Porte-de-Vitry est une voie du quartier de la Gare du 13e arrondissement de Paris, en France.

## Situation et accès
Cette voie relie Paris à la commune d’Ivry-sur-Seine, par l'avenue Pierre-Semard puis l'avenue Danielle-Casanova. Ces deux voies qui formaient autrefois l'avenue Jules-Coutant et qui prolongent son axe, en traversant le territoire d’Ivry du nord-ouest au sud-est, desservent au-delà Vitry-sur-Seine.

## Origine du nom

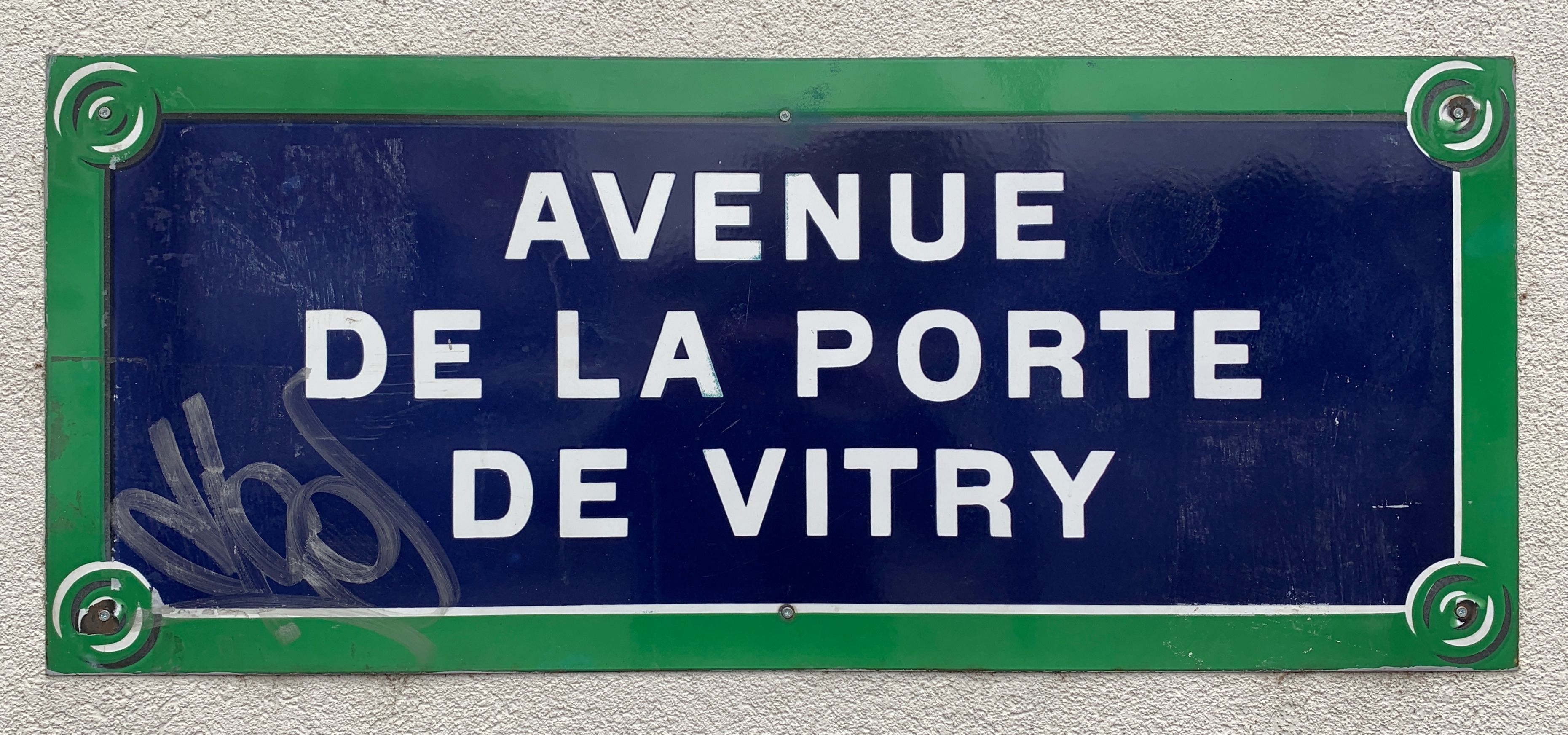
Plaque de l'avenue.

Elle porte ce nom car elle est située en partie sur l'emplacement de l'ancienne porte de Vitry de l'enceinte de Thiers à laquelle elle mène.

## Historique
La voie a été créée en 1930. La partie située entre le boulevard Masséna et l'avenue Boutroux a été aménagée entre les bastions nos 91 et 92 de l'enceinte de Thiers. Le prolongement faisait partie de l'avenue Jules-Coutant à Ivry-sur-Seine et a été annexé par la ville de Paris en 1929.

## Bâtiments remarquables et lieux de mémoire
L'avenue longe un ensemble d'habitations à bon marché (HBM), le stade Boutroux à l'ouest et un technicentre du réseau Paris-Austerlitz de la SNCF à l'est.